# 臺南數位文創園區
臺南數位文創園區為台南市的一個創客育成空間，位於南門路的「胖地」，為一棟四層樓高之建築。2013年9月由台南市政府研考會與台灣數位文化協會共同成立。園區提供共同工作空間（Co-working Space）、數位自造實驗室（MakerSpace），和相關教學課程；以期創造在地數位與文創工作者討論、交流、育成、媒合的平台。

## 活動
- 數位自造設備教學（3D印表機、CNC雕刻機、雷射雕刻機等）
- 各類工作坊
- 南創講堂
- 傳產百工
- 台南黑客松 HackTainan

## 進駐團隊
- 甘丹創新[3]
- 芒果遊戲工作室
- 玩具醫生
- Wu Talk! 臺南在地誌
- TEDxTainan
- 關於夢想
- 煨，臺南
- N次坊
- 臺灣神手
- 彩畫道設計
- 劍術交流協會
- Simple Value
- 印深活3D列印
- 新造咖創意設計

## 相關連結
- 台南數位文創園區 （页面存档备份，存于）
- 胖地Punplace
- Fablab Tainan[永久]